# Týnecká naučná stezka městem a okolím
Týnecká naučná stezka městem a okolím je okružní naučná stezka v Týnci nad Labem v okrese Kolín ve Středočeském kraji. Nachází se také na pravém břehu veletoku Labe ve Chvaletické pahorkatině a v Železných horách.

## Historie a popis
Týnecká naučná stezka městem a okolím je zaměřena na historií, památky, archeologii, přírodu a další zajímavostmi města Týnec nad Labem. Trasa začíná a končí na Masarykově náměstí a má 20 zastávek s informačními panely. Stezka je budovaná od roku 2018.

### Informační panely
- 1. Radnice
- 2. Stará škola na Komenského náměstí
- 3. Pomník padlých Na Stráni,Melasův kaštan a kamenný stolec
- 4. Kostel Stětí svatého Jana Křtitele
- 5. Velký dům čp.2
- 6. dům čp. 3
- 7. dům čp. 49
- 8. Týnecký pivovar
- 9. dům čp. 422
- 10. Tvrz zvaná „Hrad“
- 11. Archeologický výzkum pod hradištěm Kolo
- 12. Týnecké Mokřiny
- 13. Revitalizace mrtvého ramene Labe
- 14. Vodárna
- 15. Objekt betonového vodojemu - technická památka
- 16. Kostel Panny Marie Sedmibolestné
- 17. Týnecké rybníky
- 18. Pernerova vila a Pernerův mlýn
- 19. Socha Matky Boží v parku Na Dole
- 20. Geologický úkaz - Geopark Železné hory

## Galerie

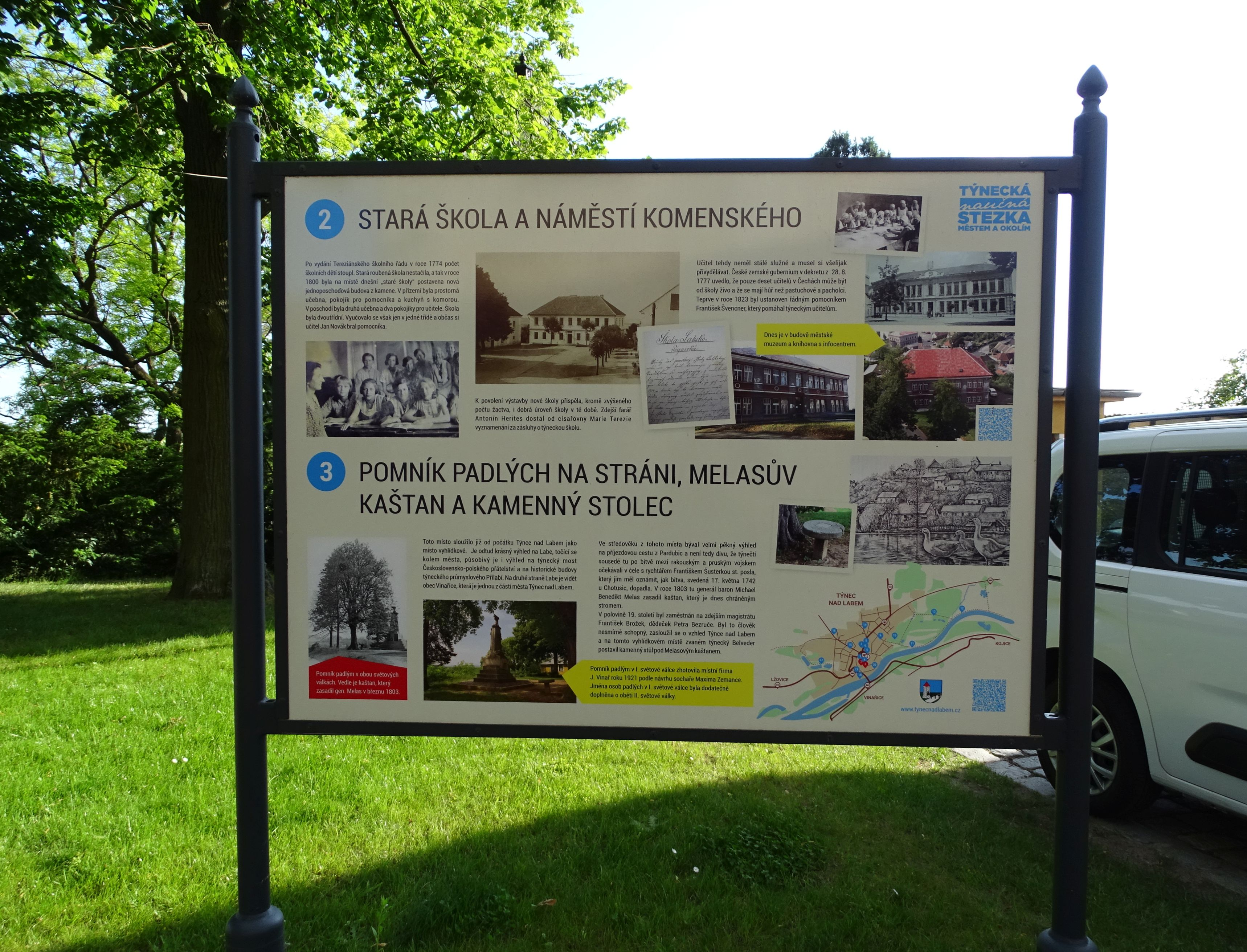
2. a 3. zastavení
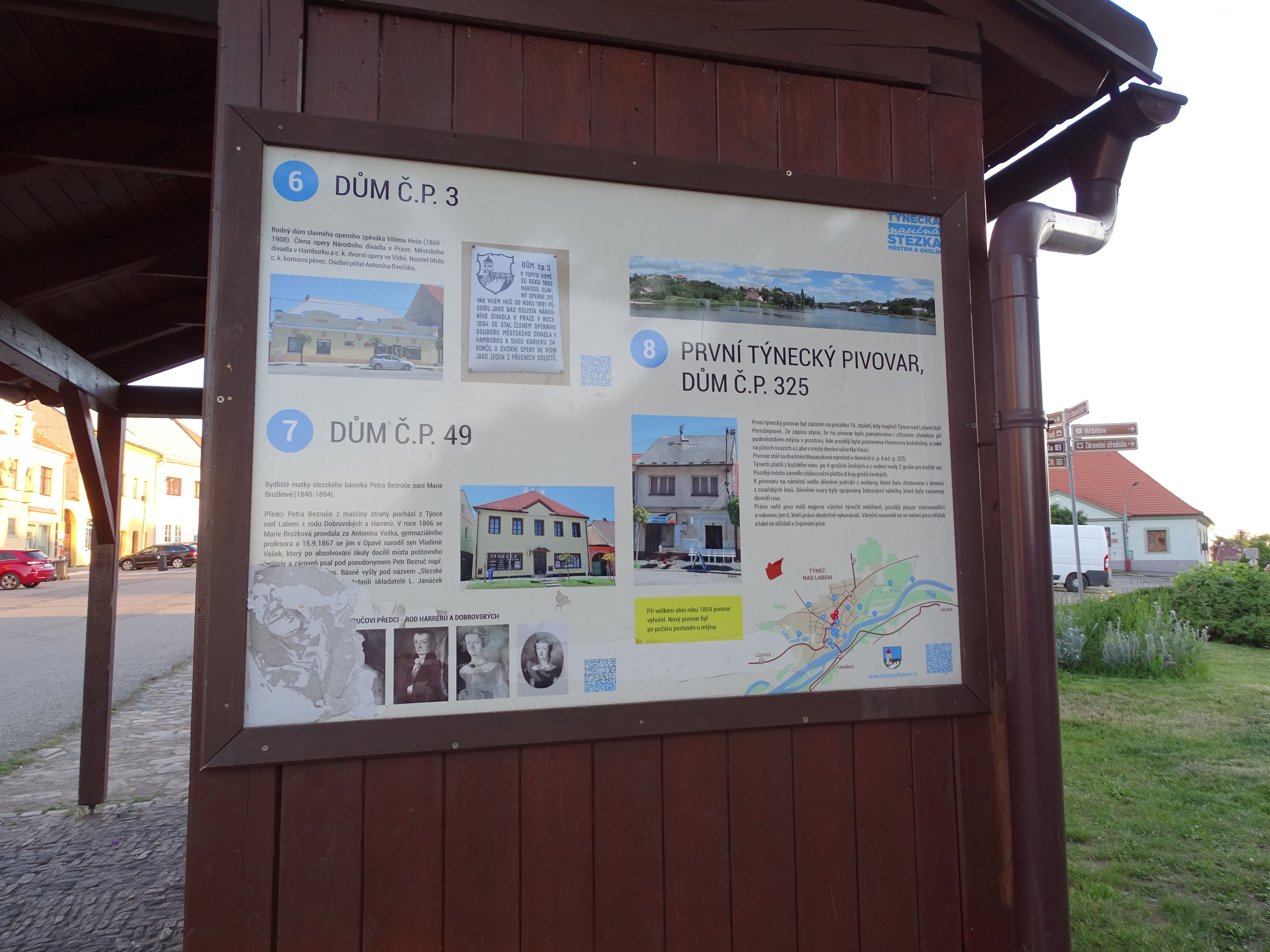
6. a 7. zastavení
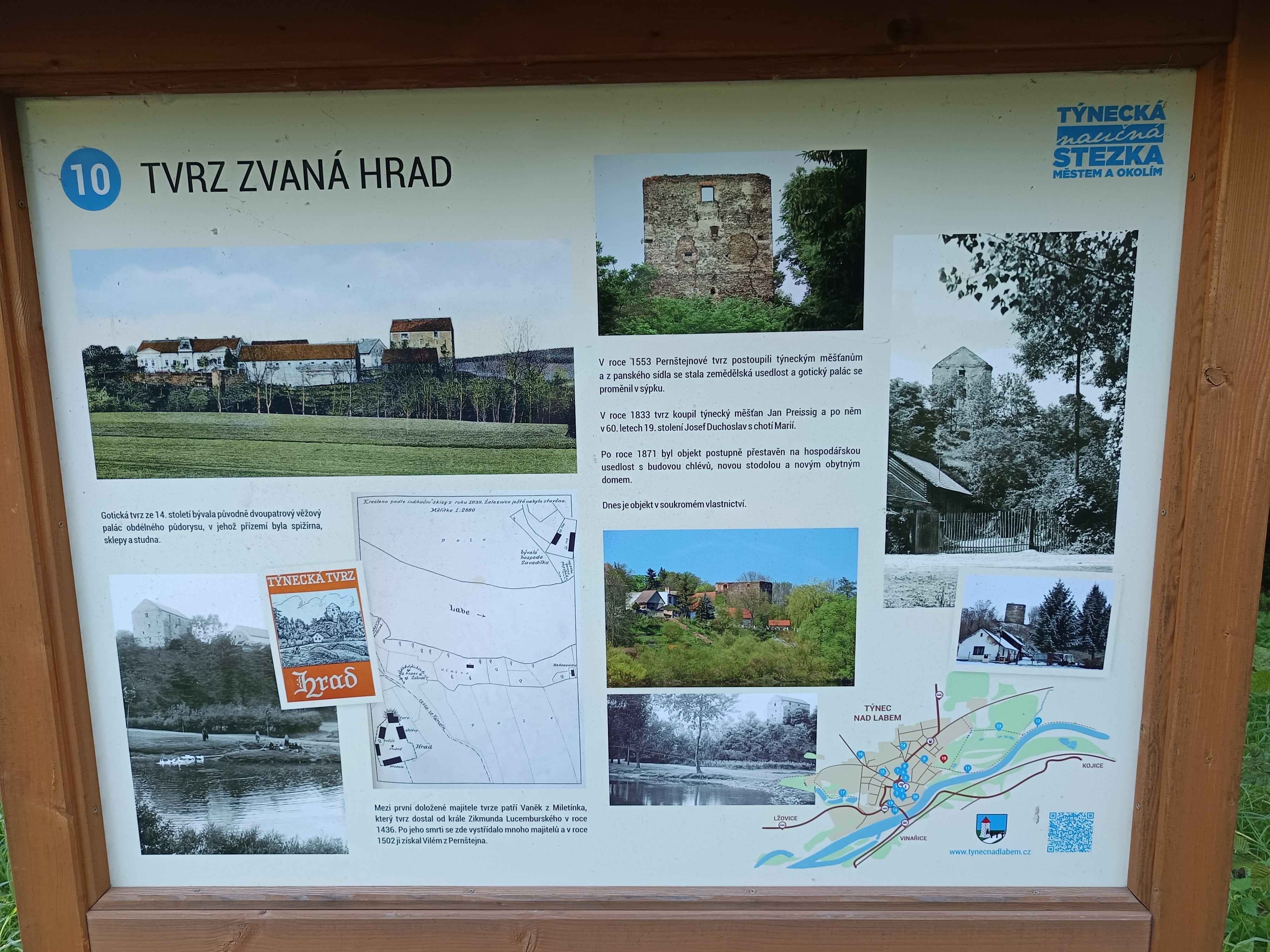
10. zastavení
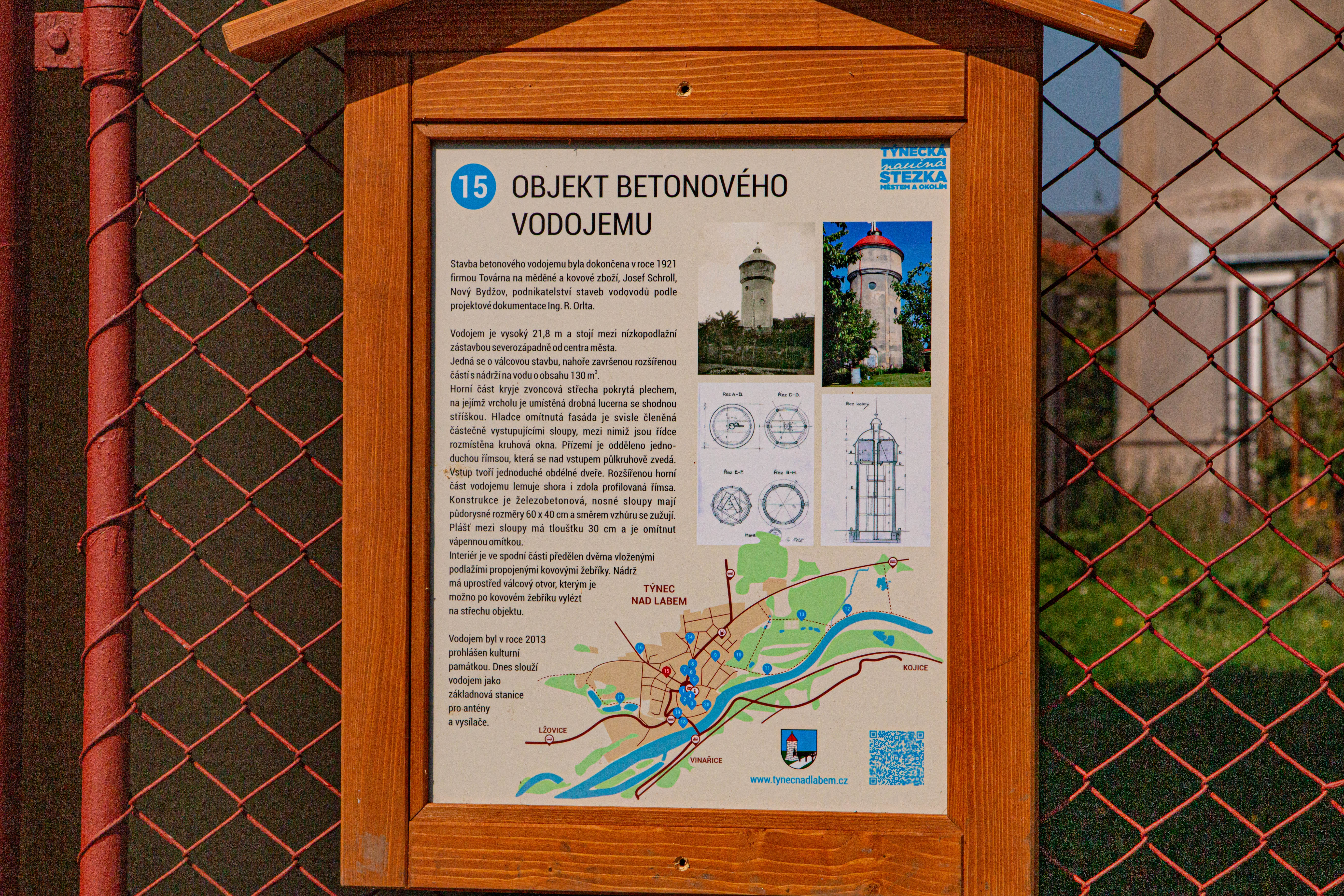
15. zastavení
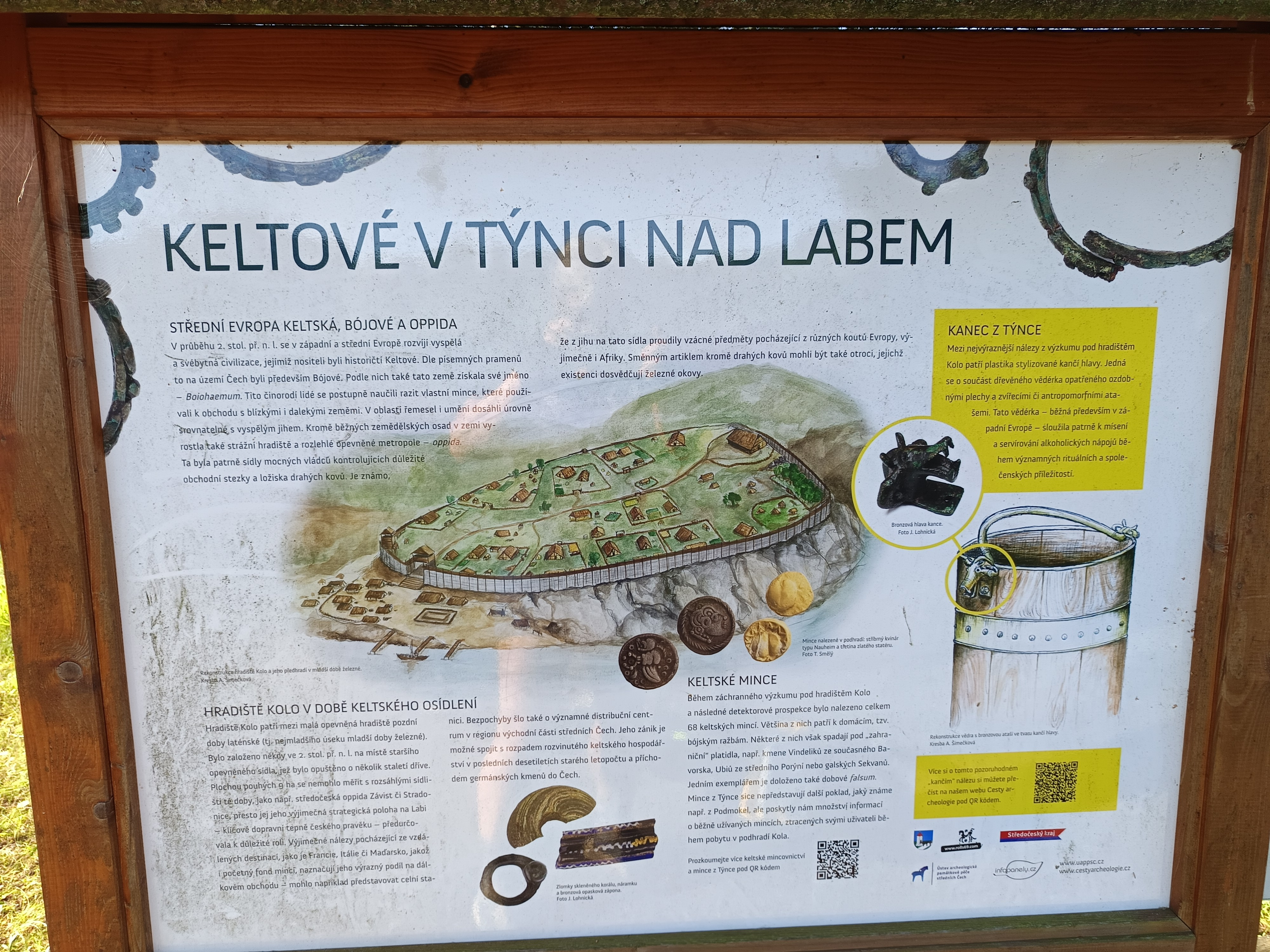
Keltové v Týnci nad Labem
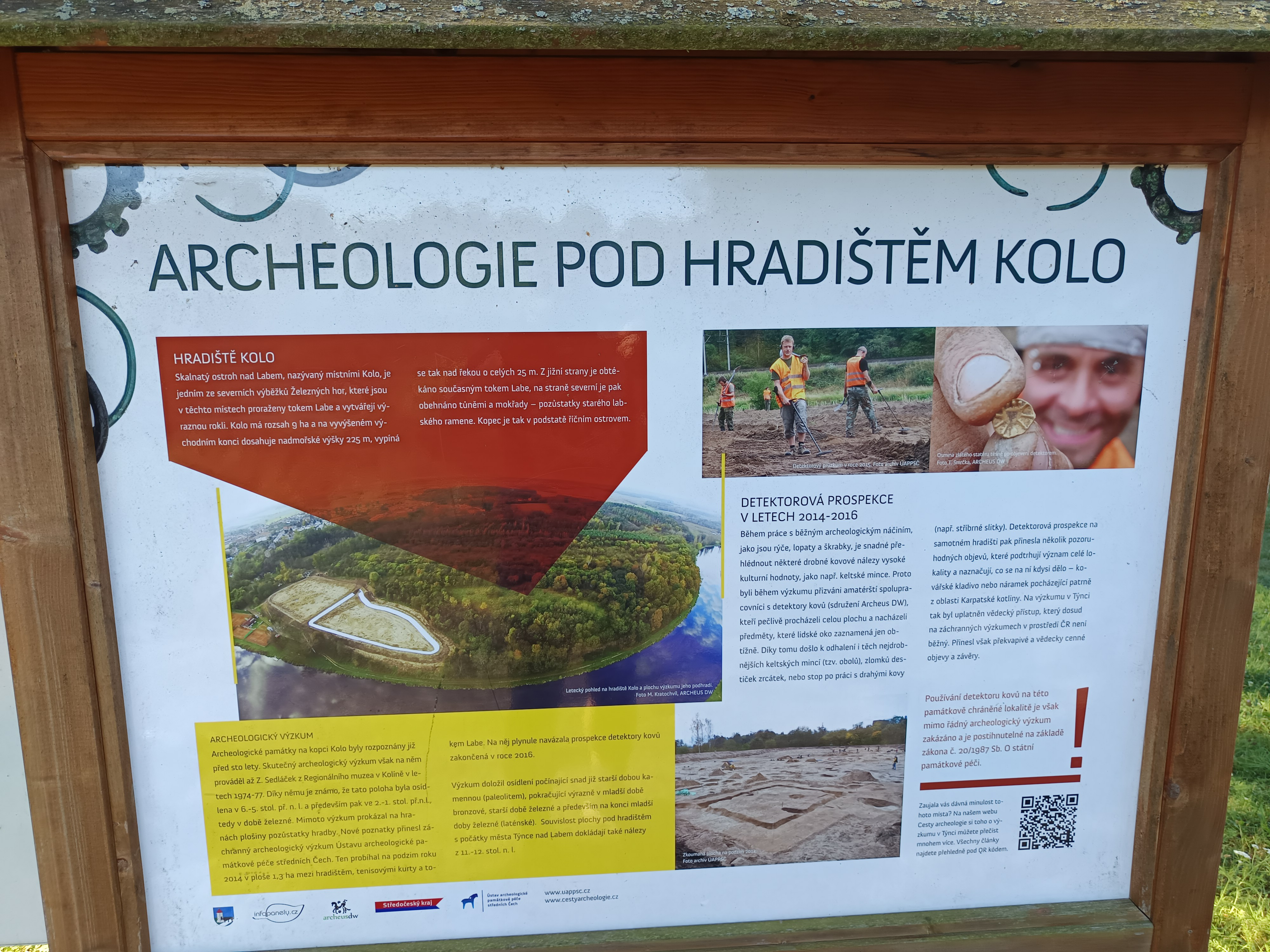
Archeologie pod hradištěm Kolo

## Další informace
Týnecká naučná stezka městem a okolím je celoročně volně přístupná.